# Шихаб ад-Дин Умар
Шихаб ад-Дин Умар-шах (урду شہاب الدین خلجی‎) (ок. 1310—1316) — третий султан Делийского султаната из династии Хильджи (5 января 1316 — апрель 1316). После смерти своего отца Ала ад-Дина Хильджи в январе 1316 года он взошел на трон как несовершеннолетний, при поддержке раба и фаворита Ала ад-Дина — крупного военачальника наиба Малика Кафура. После убийства Кафура его брат Кутб ад-Дин Мубарак стал регентом, а затем сверг его с престола и стал султаном.

## Ранняя жизнь
Согласно хронисту XIV века Абдулу Малику Исами, Шихаб ад-Дин был сыном делийского султана Ала ад-Дина Хильджи от Джатьяпали, дочери Рамачандры, царя Девагири из династии Ядавов.

## Вступление на престол
Ала ад-Дин тяжело заболел в последние годы своей жизни, и управление султанатом находилось под контролем его раба-генерала Малика Кафура. После того как первый наследник Ала ад-Дина Хизр-хан был заключен в тюрьму в Гвалиоре за якобы имевший место сговор с целью его убийства, Малик Кафур созвал у постели Ала ад-Дина совещание высокопоставленных офицеров. На этой встрече было решено, что Шихаб ад-Дин сменит Ала ад-Дина, а Малик Кафур станет регентом султаната. По словам Исами сам султан Ала ад-Дин был слишком слаб, чтобы что-либо сказать во время встречи, но все присутствующие согласились, что его молчание следует интерпретировать как его согласие. В то время Шихаб ад-Дину было чуть больше шести лет.
На следующий день после смерти Ала ад-Дина Хильджи, в ночь с 3 на 4 января 1316 года, Малик Кафур созвал совещание важных должностных лиц (маликов и эмиров) и назначил Шихаб ад-Дина Умар-шаха новым султаном. Он прочитал приказ Ала ад-Дина, согласно которому покойный султан лишил наследства своего старшего сына Хизр-хана и назначил Шихаб ад-Дина своим преемником. Другим сыновьям Ала ад-Дина — Мубарак-шаху, Шади-хану, Фарид-хану, Усман-хану, Мухаммад-хану и Абу-Бакр-хану — было приказано целовать ноги Шихаб ад-Дина.

## Правление
Полный титул Шихаб ад-Дина был «аль-Султан Аль-азам Шихаб Аль-Дунья Валь Дин Абу-ль Музаффар Умар Шах аль-Султан».
Во время недолгого правления Малика Кафура участие Шихаб ад-Дина в управлении страной ограничивалось его появлением на короткой придворной церемонии, которую Кафур проводил ежедневно. После церемонии Малик Кафур отправлял Шихаб ад-Дина к его матери и проводил отдельные собрания, чтобы отдать приказы различным офицерам.
Чтобы сохранить власть над троном, Малик Кафур приказал ослепить сыновей Ала ад-Дина — Хизр-хана и Шади-хана. Он также заключил в тюрьму старшую королеву Ала ад-Дина Малику-и Джахан и Мубарак-шаха, другого взрослого сына Ала ад-Дина. Согласно историку XVI века Фириште, Малик Кафур женился на вдове Ала ад-Дина Джатьяпалли, матери Шихаб ад-Дина. Стать отчимом нового султана было, вероятно, способом Кафура узаконить свою власть.
Бывшие телохранители (пайки) Ала ад-Дина не одобряли действий Кафура против семьи их покойного хозяина и убили Кафура. Убийцы Малика Кафура освободили Мубарак-шаха, который был назначен регентом султаната. В апреле 1316 года Мубарак-шах арестовал своего младшего брата Шихаб ад-Дина и стал султаном. Шихаб ад-Дина перевезли из столицы в Гвалиор, где он и умер в том же году.